# Podarge de Hodgson
Batrachostomus hodgsoni
Espèce
Synonymes
- Otothrix hodgsoni G.R. Gray, 1859
(protonyme)

Statut de conservation UICN

 LC  : Préoccupation mineure
Le Podarge de Hodgson (Batrachostomus hodgsoni) est une espèce d'oiseaux de la famille des Podargidae.

## Répartition
Son aire dissoute s'étend à travers le Sikkim, l'Inde du Nord-Est et l'Indochine (dont les forêts humides annamites (en)).

## Taxinomie
La dénomination spécifique, hodgsoni, commémore le naturaliste britannique Brian Houghton Hodgson.